# 紫线钩蛾
紫线钩蛾（学名：Albara reversaria）是鱗翅目钩蛾科的一种，触角雄性为双栉形，雌性为单栉形，翅为紫灰色，有一条清晰的紫棕色外线，前翅中室端有一灰白色小圆圈。有两个亚种：
- 紫线钩蛾指名亚种（Albara reversaria reversaria）：产于苏门答腊；
- 紫线钩蛾中国亚种（Albara reversaria opalescens）：产于中国和印度。 [1]